# Gerhard Braun (Politiker)

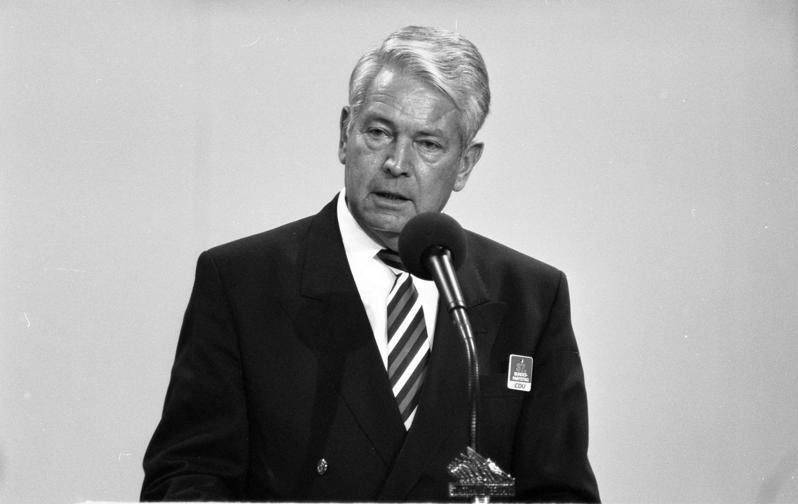
Gerhard Braun, 1989

Gerhard Braun (* 28. Dezember 1923 in Wermelskirchen; † 23. Oktober 2015 ebenda) war ein deutscher Politiker (CDU).

## Leben und Beruf
Nach der Mittleren Reife 1939 an einer Realschule absolvierte Braun eine kaufmännische Ausbildung. Er wurde 1941 zur Wehrmacht eingezogen und nahm bis 1945 als Soldat am Zweiten Weltkrieg teil. Von 1945 bis 1947 sowie 1956/57 arbeitete er als kaufmännischer Angestellter. Von 1966 bis 1978 war er Geschäftsführer eines Verlages.

## Partei
Braun trat 1945 in die CDU ein, schloss sich der Jungen Union (JU) an und war von 1947 bis 1955 Landessekretär der JU Rheinland. Er war von 1957 bis 1960 stellvertretender Landesgeschäftsführer und von 1961 bis 1966 Landesgeschäftsführer der CDU Rheinland. 1979 wurde er in den Bundesvorstand der Kommunalpolitischen Vereinigung gewählt. Von 1985 bis 1988 war er Seniorenbeauftragter der CDU. Von 1988 bis 1990 amtierte er als erster Bundesvorsitzender der Senioren-Union.

## Abgeordneter
Braun war von 1961 bis 1989 Ratsmitglied der Stadt Wermelskirchen. Dem Deutschen Bundestag gehörte er von 1972 bis 1987 an. Von 1976 bis 1980 vertrat er im Parlament den Wahlkreis Remscheid. In allen anderen Wahlperioden zog er über die Landesliste der CDU Nordrhein-Westfalen in den Bundestag ein.

## Sonstiges
Gerhard Braun war seit dem 9. November 1946 bis zu seinem Tode Mitglied des Bergischen Geschichtsvereins Abteilung Wermelskirchen und dort auch Mitglied des Beirates.

## Ehrungen
- Bundesverdienstkreuz I. Klasse, 1983
- Großes Bundesverdienstkreuz, 1989